# 影三郎墓
影三郎墓是中国汉代古墓，位于河北省保定市蠡县城北4公里的郑村，占地面积5856平方米，有封土4座。
根据清代《蠡县志》记载：“近看四陵相依，远观惟见其三，故名影三郎。”墓群保存基本完好，尚未进行考古发掘，内部埋藏情况不详。
1993年7月15日，影三郎墓被列为河北省文物保护单位。